# Strikezone
Strikezonen er i baseball det område direkte over home plate, som pitcheren skal kaste sit pitch igennem, for at det kan blive dømt som en strike af dommeren. Et pitch, der rammer uden for strikezonen, bliver dømt som en ball. Hvis batteren svinger sit bat, bliver kastet dog dømt som en strike, uanset boldens bane.
Strikezonen betragtes normalt som en rektangulær, lodret, plan flade. Dens vandrette udstrækning begrænses af home plates bredde. Toppen af strikezonen er en lige linje ud for midtpunktet mellem toppen af batterens skuldre og hans bælte. Bunden af strikezonen er en linje ud for det nederste af batterens knæskal. Hvis en vilkårlig del af bolden rammer inden for strikezonen, skal pitchet kaldes en strike. Teknisk set har strikezonen faktisk også rumlig udstrækning, idet den ifølge de officielle regler er et femkantet prisme, hvis grundareal er defineret som home plate.
I realiteten indskrænker mange dommere deres strikezone, så toppen kun går til omkring batterens bælte. Major League Baseball har de seneste år forsøgt at evaluere dommernes personlige definitioner af strikezonen vha. moderne teknologi for at opnå en vis standardisering.

## Regler for strikes
Ifølge Major League Baseballs officielle regler, skal dommeren dømme en strike, hvis batteren:
- Forsøger at svinge efter et pitch uden at ramme det (kaldes swing and miss eller strike swinging) – dette inkluderer også et bunt. Hvis batteren bliver ramt af bolden, mens han svinger, dømmes der stadig strike.
- Ikke svinger efter et pitch, der rammer inden for strikezonen (kaldes en called strike eller strike looking).
- Rammer en bold, der ryger i foul territory, dvs. uden for banens grænser. Hvis batteren allerede har to strikes, bliver pitchet dog hverken dømt som en strike eller en ball i dette tilfælde. Hvis batteren bunter en bold i foul territory, vil det imidlertid altid tælle som en strike.
- Rører en bold, mens den er i strikezonen.
- Slår et foul tip, dvs. en bold, som bliver snittet af battet og gribes af catcheren.
- Nægter at gå ind i batter's box, når dommeren beordrer ham til det.

## Definition af et sving
De officielle regler nævner intet om, hvornår en batters bevægelse med battet klassificeres som et "sving". Det er derfor helt op til dommerne at skønne om dette. Generelt betragtes en bevægelse, hvor hovedet af battet krydser fronten af home plate, som et sving. Desuden kan det også være afgørende, om batteren strækker sine håndled tilbage under bevægelsen.
Hvis batteren når at stoppe, før han fuldfører sit sving, kaldes det et check swing. Hvis et givent pitch dømmes som en ball af dommeren bag home plate, og det forsvarende hold mener, at batteren svingede sit bat, kan de appellere til en af dommerne ved 1. eller 3. base (afhængig af om batteren er højre- eller venstrehåndet). Denne dommer vil da afgøre, om batteren svingede, og om der derfor skal dømmes en strike i stedet.

## Strikeouts og walks
Når det er en given batters tur til at batte, nulstilles antallet af balls og strikes (dette antal kaldes the count). Mens batteren er fremme for at batte, holder dommeren styr på the count. Hvis der eksempelvis er kastet 2 balls og 1 strike til batteren, siger man, at the count er "2-1" (udtales "2 and 1" på engelsk).
Der dømmes en strikeout, og batteren er ude, hvis han får tre strikes imod sig. Hvis catcheren ikke griber bolden ved den tredje strike, skal batteren imidlertid kastes ud ved 1. base, før han bliver dømt ude. Der dømmes dog stadig en strikeout til pitcherens fordel, men batteren bliver ikke nødvendigvis dømt ude. Hvis der allerede står en mand fra indeholdet på 1. base, er batteren dog automatisk ude ved en tabt tredje strike.
Der dømmes en walk (også kaldet base on balls), og batteren får lov til at gå uhindret til 1. base, hvis pitcheren kaster fire balls til en batter. Hvis batteren rammes af et pitch, og han ikke med vilje har forsøgt at blive ramt, kaldes det et hit by pitch, og batteren får lov til umiddelbart at gå til 1. base, ligesom hvis han havde fået en walk.